# Liste der Handfeuerwaffen/R

## R#…
- R1 (Südafrika - Sturmgewehr - 7,92 × 57 mm)
- R-92 Revolver

## RA…
- Rad (Polen - Pistole - 9 × 19mm)
- RAMA Prototype 1130
- Ramsey Stock 12 Fictional Pistole .40SW
- Randall Model A121 (USA - Pistole - .45 ACP)
- Randall Model A311 Curtis E Lemay 4-Star (USA - Pistole - .45 ACP)
- Random Hunter
- Rashid Carbine (Ägypten - Halbautomatischer Karabiner - 7.62 × 39 mm)
- Rast &. Gasser (Österreich 8 mm und 11 mm)
- Rast & Gasser M1898 (Armeerevolver)
- Raven Arms MP-25 (USA - Pistole -)

## Remington
- Remington Pistolen
  - Remington Model 51 (USA - Pistole - 7.65 × 17 mm/.32 ACP & 9 × 17 mm/.380 ACP)
  - Remington-Rider Single Shot Pistol (USA - Pistole - .17 „Parlor“)
  - Remington Vest Pocket Pistol (USA - Pistole)
  - Remington XP-100 (USA - Pistole - .221 Fireball, .223 Remington, .22-250 Remington, .250 Savage, 6 mm BR, 7 mm BR, 7 mm-08 Remington, .308 Winchester, & .35 Remington)
  - Remington XP-100R (USA - Pistole - .223 Remington, .22-250 Remington, .260 Remington, & .35 Remington)
  - Remington Zig-Zag Derringer (USA - Pistole - .22 Short)
- Remington Revolver
  - Remington Model 1858 (USA - Revolver - .36 - .44)
  - Remington Model 1875 (USA - Revolver - .44-40, .44, .45)
  - Remington Model 1890 (USA - Revolver - .44-40, .44, .45)
- Remington Büchsen
  - Remington Mohawk 10C (USA - Halbautomatisches Gewehr - .22 LR)
  - Remington Mohawk 600 (USA - Repetiergewehr - .222 Remington, .243 Winchester, 6 mm Remington, & .308 Winchester)
  - Remington Model Four (USA - Halbautomatisches Gewehr - .243 Winchester, 6 mm Remington, .270 Winchester, 7 mm Remington Express, .308 Winchester, & .30-'06)
  - Remington Model Six (USA - Gewehr - .243 Winchester, 6 mm Remington, .270 Winchester, .308 Winchester, & .30-'06)
  - Remington Model Seven (USA - Repetiergewehr - .17 Remington, .222 Remington, .223 Remington, .243 Winchester, 6 mm Remington, .250 Savage, .260 Remington, 6.8 × 43 mm SPC, 7 mm-08 Remington, 7 mm Remington Short Action Ultra Mag, .308 Winchester, .300 Remington Short Action Ultra Mag, .35 Remington, & .350 Remington Magnum)
  - Remington Model 4 (USA - Single-Shot Rifle - .22 Short, .22 Long, .22 LR, .25 Stevens („25-10“), .32 Short, & .32 Long)
  - Remington Model 6 (USA - Single-Shot Rifle - .22 Short, .22 Long, .22 LR, .32 Short, & .32 Long)
  - Remington Model 8 (USA - Halbautomatisches Gewehr - .25 Remington, .30 Remington, .32 Remington, & .35 Remington)
  - Remington Model 12 (USA - Gewehr - .22 LR)
  - Remington Model 14 (USA - Gewehr - .25 Remington, .30 Remington, .32 Remington, & .35 Remington)
  - Remington Model 14 ½ (USA - Gewehr - .38-40 Winchester & .44-40 Winchester)
  - Remington Model 16 (USA - Halbautomatisches Gewehr - .22 Remington RF)
  - Remington Model 24 (USA - Halbautomatisches Gewehr - .22 Short & .22 LR)
  - Remington Model 25 (USA - Gewehr - .25-20 Winchester & .32-20 Winchester)
  - Remington Model 30 (USA - Repetiergewehr - .30-'06)
  - Remington Model 30 Express (USA - Repetiergewehr - .25 Remington, .257 Roberts, 7 × 57 mm Mauser, .30 Remington, .30-'06, .32 Remington, & .35 Remington)
  - Remington Model 33 (USA - Repetiergewehr -)
  - Remington Model 34 (USA - Repetiergewehr - .22 LR)
  - Remington Model 37 (USA - Repetiergewehr - .22 LR)
  - Remington Model 40X (USA - Repetiergewehr -)
  - Remington Model 41 (USA - Repetiergewehr - .22 LR)
  - Remington Model 74 (USA - Halbautomatisches Gewehr - .30-'06)
  - Remington Model 76 (USA - Gewehr - .30-'06)
  - Remington Model 78 (USA - Repetiergewehr - .223 Remington, .243 Winchester, .270 Winchester, .308 Winchester, & .30-'06)
  - Remington Model 81 (USA - Halbautomatisches Gewehr - .300 Savage, .30 Remington, .32 Remington, & .35 Remington)
  - Remington Model 121 (USA - Repetiergewehr - .22 LR & .22 Winchester RF)
  - Remington Model 141 (USA - Gewehr - .30 Remington, .32 Remington, & .35 Remington)
  - Remington Model 241 (USA - Halbautomatisches Gewehr - .22 Short & .22 LR)
  - Remington Model 341 (USA - Repetiergewehr - .22 LR)
  - Remington Model 411 (USA - Repetiergewehr - .22 CB Cap)
  - Remington Model 504 (USA - Repetiergewehr - .17 Mach 2, .17 HMR und .22 LR)
  - Remington Model 510 (USA - Repetiergewehr - .22 LR)
  - Remington Model 511 (USA - Repetiergewehr - .22 LR)
  - Remington Model 512 (USA - Repetiergewehr - .22 LR)
  - Remington Model 513 (USA - Repetiergewehr - .22 LR)
  - Remington Model 514 (USA - Repetiergewehr - .22 LR)
  - Remington Model 521 (USA - Repetiergewehr - .22 LR)
  - Remington Model 522 Viper (USA - Halbautomatisches Gewehr - .22 LR)
  - Remington Model 540X (USA - Repetiergewehr - .22 LR)
  - Remington Model 541 (USA - Repetiergewehr - .22 LR)
  - Remington Model 550 (USA - Halbautomatisches Gewehr - .22 LR)
    - Remington Model 550-1 (USA - Halbautomatisches Gewehr - .22 LR)

  - Remington Model 552 (USA - Halbautomatisches Gewehr - .22 Short & .22 LR)
  - Remington Model 572 (USA - Gewehr - .22 LR)
  - Remington Model 580 (USA - Repetiergewehr - .22 LR)
  - Remington Model 581 (USA - Repetiergewehr - .22 LR)
  - Remington Model 581S (USA - Repetiergewehr - .22 LR)
  - Remington Model 582 (USA - Repetiergewehr - .22 LR)
  - Remington Model 591 (USA - Repetiergewehr - 5 mm Remington Magnum)
  - Remington Model 592 (USA - Repetiergewehr - 5 mm Remington Magnum)
  - Remington Model 597 (USA - Halbautomatisches Gewehr - .17 Hornady Magnum, .22 LR, & .22 Winchester Magnum)
  - Remington Model 600 (USA - Repetiergewehr - .222 Remington, .223 Remington, 6 mm Remington, 6.5 mm Remington, .308 Winchester, .35 Remington, & .350 Remington Magnum)
  - Remington Model 660 (USA - Repetiergewehr - .222 Remington, .223 Remington, .243 Winchester, 6 mm Remington, 6.5 mm Remington Magnum, .308 Winchester, & .350 Remington Magnum)
  - Remington Model 673 (USA - Repetiergewehr - 6.5 mm Remington Magnum, .308 Winchester, .300 Remington Short Action Ultra Mag, & .350 Remington Magnum)
  - Remington Model 700 (USA - Repetiergewehr - .17 Remington, .204 Ruger, .220 Swift, .221 Fireball, .222 Remington, .222 Remington Magnum, .223 Remington, .22-250 Remington, .243 Winchester, 6 mm Remington, 6 mm Remington Magnum, .25-06, .250 Savage, .257 Roberts, 6.5 × 55 mm Swedish, 6.5 mm Remington Magnum, .260 Remington, .264 Winchester Magnum, .270 Winchester, .270 WSM, .280 Remington, 7 mm Remington Express, 7 mm-08 Remington, 7 mm Remington Magnum, 7 mm STW, 7 mm Weatherby Magnum, 7 × 57 mm Mauser, 7 mm Remington Short Action Ultra Mag, 7 mm Remington Ultra Mag, .30-'06, .300 Savage, .308 Winchester, .300 WSM, .300 Winchester Magnum, .300 Weatherby Magnum, .300 Holland & Holland Magnum, .300 Remington Short Action Ultra Mag, .300 Remington Ultra Mag, 8 mm Remington Magnum, 8 mm Mauser, .338 Winchester Magnum, .338 Remington Ultra Mag, .35 Whelen, .350 Remington Magnum, .375 Holland & Holland Magnum, .375 Remington Ultra Mag, .416 Remington Magnum, & .458 Winchester Magnum)
  - Remington Model 710 (USA - Repetiergewehr - .270 Winchester, 7 mm Remington Magnum, .30-'06, & .300 Winchester Magnum)
  - Remington Model 720 (USA - Repetiergewehr - .257 Roberts, .270 Winchester, & .30-'06)
  - Remington Model 721 (USA - Repetiergewehr - .264 Winchester Magnum, .270 Winchester, .280 Remington, .30-'06, & .300 Holland & Holland Magnum)
  - Remington Model 722 (USA - Repetiergewehr - .222 Remington, .222 Remington Magnum, .243 Winchester, .244 Remington, .257 Roberts, .300 Savage, & .308 Winchester)
  - Remington Model 725 (USA - Repetiergewehr - .222 Remington, .243 Winchester, .244 Remington, .270 Winchester, .280 Remington, .30-'06, .375 Holland & Holland Magnum, & .458 Winchester Magnum)
  - Remington Model 740 (USA - Halbautomatisches Gewehr - .244 Remington, .280 Remington, .308 Winchester, & .30-'06)
  - Remington Model 742 (USA - Halbautomatisches Gewehr - .243 Winchester, 6 mm Remington, .280 Remington, .308 Winchester, & .30-'06)
  - Remington Model 760 (USA - Pump Action Rifle - .222 Remington, .223 Remington, .243 Winchester, .244 Remington, 6 mm Remington, .257 Roberts, .270 Winchester, .280 Remington, .300 Savage, .308 Winchester, .30-'06, & .35 Remington)
  - Remington Model 788 (US - Repetiergewehr - .222 Remington, .223 Remington, .22-250 Remington, .243 Winchester, 6 mm Remington, 7 mm-08 Remington, .308 Winchester, .30-30 Winchester, & .44 Magnum)
  - Remington Model 7400 (USA - Halbautomatisches Gewehr - .243 Winchester, 6 mm Remington, .270 Winchester, 7 mm Remington Express, .280 Remington, .308 Winchester, .30-'06, & .35 Whelen)
  - Remington Model 7600 (USA - Pump Action Rifle - .243 Winchester, 6 mm Remington, .270 Winchester, .280 Remington, .308 Winchester, .30-'06, & .35 Whelen)
  - Remington Nylon 10 (USA - Repetiergewehr - .22 LR)
  - Remington Nylon 11 (USA - Repetiergewehr - .22 LR)
  - Remington Nylon 12 (USA - Repetiergewehr - .22 LR)
  - Remington Nylon 66 (USA - Halbautomatisches Gewehr - .22 LR)
  - Remington Nylon 76 (USA - Lever Action Rifle - .22 LR)
  - Remington Nylon 77 (USA - Halbautomatisches Gewehr - .22 LR)
  - Remington SR-8 (USA - Repetiergewehr - .338 Lapua)
  - Remington XR-100 (USA - Repetiergewehr - .204 Ruger, .223 Remington, & .22-250 Remington)
- Remington Flinten
  - Remington Model 9 (USA - Flinte - 28 Gauge, 24 Gauge, 20 Gauge, 16 Gauge, 12 Gauge, & 10 Gauge)
  - Remington Model 10 (USA - Pumpgun - 12 Gauge)
  - Remington Model 11 (USA - Halbautomatische Flinte - 20 Gauge, 16 Gauge, & 12 Gauge)
    - Remington Sportsman (USA - Halbautomatische Flinte - 20 Gauge, 16 Gauge, & 12 Gauge)

  - Remington Model 17 (USA - Pumpgun - 20 Gauge)
  - Remington Model 29 (USA - Pumpgun - 12 Gauge)
  - Remington Model 31 (USA - Pumpgun - 20 Gauge, 16 Gauge, & 12 Gauge)
  - Remington Model 32 (USA - Flinte - 12 Gauge)
  - Remington Model 48 (USA - Halbautomatische Flinte - 20 Gauge, 16 Gauge, & 12 Gauge)
  - Remington Model 58 (USA - Halbautomatische Flinte - 20 Gauge, 16 Gauge, & 12 Gauge)
  - Remington Model 90-T (USA - Flinte - 12 Gauge)
  - Remington Model 300 (USA - Flinte - 12 Gauge)
  - Remington Model 320 (USA - Flinte - 12 Gauge)
  - Remington Model 332 (USA - Flinte - 12 Gauge)
  - Remington Model 396 (USA - Flinte - 12 Gauge)
  - Remington Model 870 (USA - Pumpgun -)
  - Remington Model 878 (USA - Halbautomatische Flinte - 12 Gauge)
  - Remington Model 1100 (USA - Halbautomatische Flinte - .410 Bore, 20 Gauge, 16 Gauge, & 12 Gauge)
  - Remington Model 11-48 (USA - Halbautomatische Flinte - .410 Bore, 28 Gauge, 20 Gauge, 16 Gauge, & 12 Gauge)
  - Remington Model 11-87 (USA - Halbautomatische Flinte - 20 Gauge & 12 Gauge)
  - Remington Model 11-96 (USA - Halbautomatische Flinte - 12 Gauge)
  - Remington Model 1889 (USA - SxS Shotgun - 16 Gauge, 12 Gauge, & 10 Gauge)
  - Remington Model 1893 (USA - Single-Shot Shotgun - 28 Gauge, 24 Gauge, 20 Gauge, 16 Gauge, 12 Gauge, & 10 Gauge)
    - Remington Model 3 (USA - Single-Shot Shotgun - 28 Gauge, 24 Gauge, 20 Gauge, 16 Gauge, 12 Gauge, & 10 Gauge)

  - Remington Model 1894 (USA - SxS Shotgun - 16 Gauge, 12 Gauge, & 10 Gauge)
  - Remington Model 1900 (USA - SxS Shotgun - 16 Gauge & 12 Gauge)
  - Remington Model 3200 (USA - O/U Shotgun - 12 Gauge)
  - Remington Model SP-10 (USA - Halbautomatische Flinte - 10 Gauge)
- Remington-Rider Magazine Pistol (USA - Pistole - 32 RF extra-short)

## RE…
- Rebel .50 BMG
- Reising SMG (USA - MP - .45 ACP)
- Republic Arms Patriot (USA - Pistole)
- Republic Arms R.A.P 401 (Südafrika - Pistole - 9 × 19mm)

## RJ…
- R.J. Braverman Stinger Pengun

## RH-Alan
- RH-ALAN APS95 (Kroatien - Sturmgewehr - 5.56 mm NATO)
- RH-ALAN ERO (Kroatien - MP - 9 × 19 mm Parabellum)
- RH-ALAN HS-95 (Kroatien - Pistole - 9 × 19 mm Parabellum)
- RH-ALAN MACS-M2A (Kroatien - Rifle)
- RH-ALAN MACS-M3 (Kroatien - Rifle)
- RH-ALAN PHP-MV9 (Kroatien - Pistole - 9 × 19 mm Parabellum)
- RH-ALAN RGB1 (Kroatien - Granatwerfer - 40 mm)
- RH-ALAN RGB6 (Kroatien - Granatwerfer - 40 mm)
- RH-ALAN RT-20 (Kroatien - Scharfschützengewehr 20 × 110 mm Hispano)

## Rheinmetall
- Selbstladepistole Modell Rheinmetall 7,65 mm

## RI…
- RIA General Officer’s Model M15 (USA - Pistole - .45 ACP)
- RIA General Officer’s Model M9 (USA - Pistole - 9 × 19 mm Parabellum)

## RK…
- RKm60 (Finland - Sturmgewehr - 7.62 × 39 mm)
- RKm62 (Finland - Sturmgewehr - 7.62 × 39 mm)

## Romtehnica-Ratmil
- ROMTEHNICA-RATMIL AIM (Rumänien)
- ROMTEHNICA-RATMIL AIMR (Rumänien)
- ROMTEHNICA-RATMIL AIMS (Rumänien)
- ROMTEHNICA-RATMIL PM63 (Rumänien)
- ROMTEHNICA-RATMIL PSL (Rumänien)
- ROMTEHNICA-RATMIL WUM-1 (Rumänien)

## RO…
- Robar SR-60D (USA - Repetiergewehr -)
- Robinson Armament M96 Expeditionary (USA - Halbautomatisches Gewehr - 5.56 mm NATO)
- Robinson Armament RAV02 MC (USA - Sturmgewehr - 7.62x39mm)
- Robinson Armament XCR (USA - Halbautomatisches Gewehr - verschiedene Kaliber)
- Rocky Mountain Patriot Pistol
- ROF SMG
- Rogers & Spencer Perkussionsrevolver (USA - Revolver - .44)
- Romanian SAR-1 (Rumänien)
- Ross Model 68
- Rossi M971 (Brasilien - Revolver)
- Rossi M9711 (Brasilien - Revolver)

## RP…
- RPB Industries M-10 (USA -)
- RPD (Russland - LMG - 7.62 × 39 mm)
- RPK (Russland - LMG - 7.62 × 39 mm)
- RPK74 (Russland - LMG - 5.45 × 39 mm)
  - RPKS74 (Russland - LMG - 5.45 × 39 mm)
- RSC 1917 auch Fusil Automatique Modèle 1917, ein französisches Selbstladegewehr

## Ruger
- Ruger 10/22 (USA - Halbautomatisches Gewehr - .22 LR)
- Ruger 22/45 Mk II (USA - Pistole - .22 LR)
- Ruger 77/22 HD (USA - Repetiergewehr - .22 LR)
- Ruger AC556F (USA - Sturmgewehr - 5.56 mm NATO)
- Ruger Bisley (USA - Revolver -)
  - Ruger Bisley Vaquero (USA - Revolver -)
- Ruger GP-100 (USA - Revolver - .357 Magnum)
- Ruger LC9 (USA - Pistole - 9 × 19 mm Parabellum)
- Ruger LCP (USA - Pistole - .380 ACP)
- Ruger LCR (USA - Revolver - .38 Spec+P)
- Ruger Mini-14 (USA - Halbautomatisches Gewehr - 5.56 mm NATO)
- Ruger Mini 30 (USA - Halbautomatisches Gewehr - 7.62 × 39 mm)
- Ruger Mk II (US - Pistole - .22 LR)
- Ruger MP9 (USA - MP - 9 × 19 mm Parabellum)
- Ruger New Model Single Six (USA - Revolver - .22 LR & .32 Magnum)
- Ruger P345 (USA - Pistole - .45 ACP)
- Ruger P85 (USA - Pistole - 9 × 19 mm Parabellum)
- Ruger P89 (USA - Pistole - 9 × 19 mm Parabellum)
- Ruger P90 (USA - Pistole - .45 ACP)
- Ruger P94 (USA - Pistole - 9 × 19 mm Parabellum)
- Ruger P95 (USA - Pistole - 9 × 19 mm Parabellum)
- Ruger P97 (USA - Pistole - .45 ACP)
- Ruger PC9 GR (USA - Halbautomatischer Karabiner - 9 × 19 mm Parabellum)
- Ruger SP 101 (USA - Revolver - .22 LR, .32 Magnum, 9 × 19 mm Parabellum, .38 Special, & .357 Magnum)
- Ruger SR9 (USA - Pistole - 9x19mm)
- Ruger Redhawk (USA - Revolver - .357 Magnum, .41 Magnum, .44 Magnum, & .45 Colt)
- Ruger Super Redhawk (USA - Revolver - .44 Magnum, .454 Casull, & .480 Ruger)

## RU…
- Ruby M1915 (Spanien - Pistole - 7.65 × 17 mm/.32 ACP)
- Russland n M1910 Maxim (Russland - HMG - 7.62 × 54 mmR)